# Vigilio de Tapso
Vigilio, obispo de Tapso (Túnez), en latín original Vigilius Tapsensis (Primera mitad del siglo VI) escritor eclesiástico.

## Biografía
Muy poco se conoce sobre él, casi solamente que fue el único obispo conocido de Tapso, en Túnez (la actual Ras Dimas, ciudad portuaria cerca de Bekalta). Nació probablemente en el último tercio del siglo V d. C. Tal vez sea el Vigilius Tapsitanus citado con otros por el rey vándalo Hunerico en Cartago el 1 de febrero de 484 para hacer una declaración de su fe, y quizá asimismo con el Vigilius Tapsensis que escribió tres libros contra el eutiquianismo. Parece probable que el primero, tras su visita a Cartago, fuera desterrado o destituido al igual que otros obispos católicos no arrianos, por lo cual, según sabemos por Teodulfo de Orleáns (De Spiritu Sancto) y Eneas de París (Adversus Graæcos), habría compuesto sus obras contra Eutiques en Constantinopla. Si fuera el Vigilio a quien Celso dirigió su De Judaica incredulitate habría sido al principio un monje que fue elevado de súbito al episcopado para evitar controversias en tiempos revueltos como los de entonces, cuando los obispos católicos corrían peligro de muerte. Sea como fuere, sus escritos no contienen alusión biográfica alguna que permita despejar estas dudas. 
Se conserva a su nombre una colección de opúsculos teológicos en latín contra diversos aspectos de la herejía arriana, accesible en el tomo LXII de la Patrología latina de Migne. Pero es muy difícil determinar con seguridad si estas obras, individualmente o en conjunto, son suyas, no solo por la multitud de personas llamadas como él, sino porque han aparecido con frecuencia en colecciones de obras de otros muchos autores, entre ellos Atanasio o su homónimo Vigilio, obispo de Trento.

## Obras
- Contra Arianos Dialogus
- Contra Arianos Dialogus Probo Judice Interlocutoribus
- Contra Eutychetem Libri Quinqe
- Contra Felicianum Et Arianum De Unitate Trinitatis Optatum Liber
- Contra Marivadum Arianum Diaconum Libri Tres
- Contra Palladium Arianum Libri Duo
- De Trinitate Libri Duodecim
- Contra Felicianum Et Arianum De Unitate De Trinitate Libri Duodecim.